# کائو ژن (بازیکن تنیس روی میز)
کائو ژن (انگلیسی: Cao Zhen؛ زادهٔ ۸ ژانویهٔ ۱۹۸۷) یک بازیکن تنیس روی میز اهل جمهوری خلق چین است. 
وی در مسابقات کشوری و بین‌المللی در مجموع برنده ۲ مدال طلا، ۲ مدال برنز شده‌است.